# Kateretidae
Kateretidae (syn. Cateretidae, Brachypteridae) je čeleď brouků z nadčeledi Cucujoidea, obsahující 6 rodů

## Taxonomie
- rod Anamartus Reitter, 1873
- rod Brachyleptus Motschulsky, 1845
- rod Brachypterolus Grouvelle, 1913
- rod Brachypterus Kugelann, 1794
- rod Heterhelus Jacquelin du Val, 1858
- rod Kateretes Herbst, 1793